# Kamsholmen, Raseborg
Kamsholmen är en ö i Finland. Den ligger i Skärgårdshavet eller Finska viken och i kommunen Raseborg i den ekonomiska regionen  Raseborg i landskapet Nyland, i den sydvästra delen av landet. Ön ligger omkring 100 kilometer väster om Helsingfors.
Öns area är 26 hektar och dess största längd är 0,9 kilometer i sydöst-nordvästlig riktning.